# Base bleed

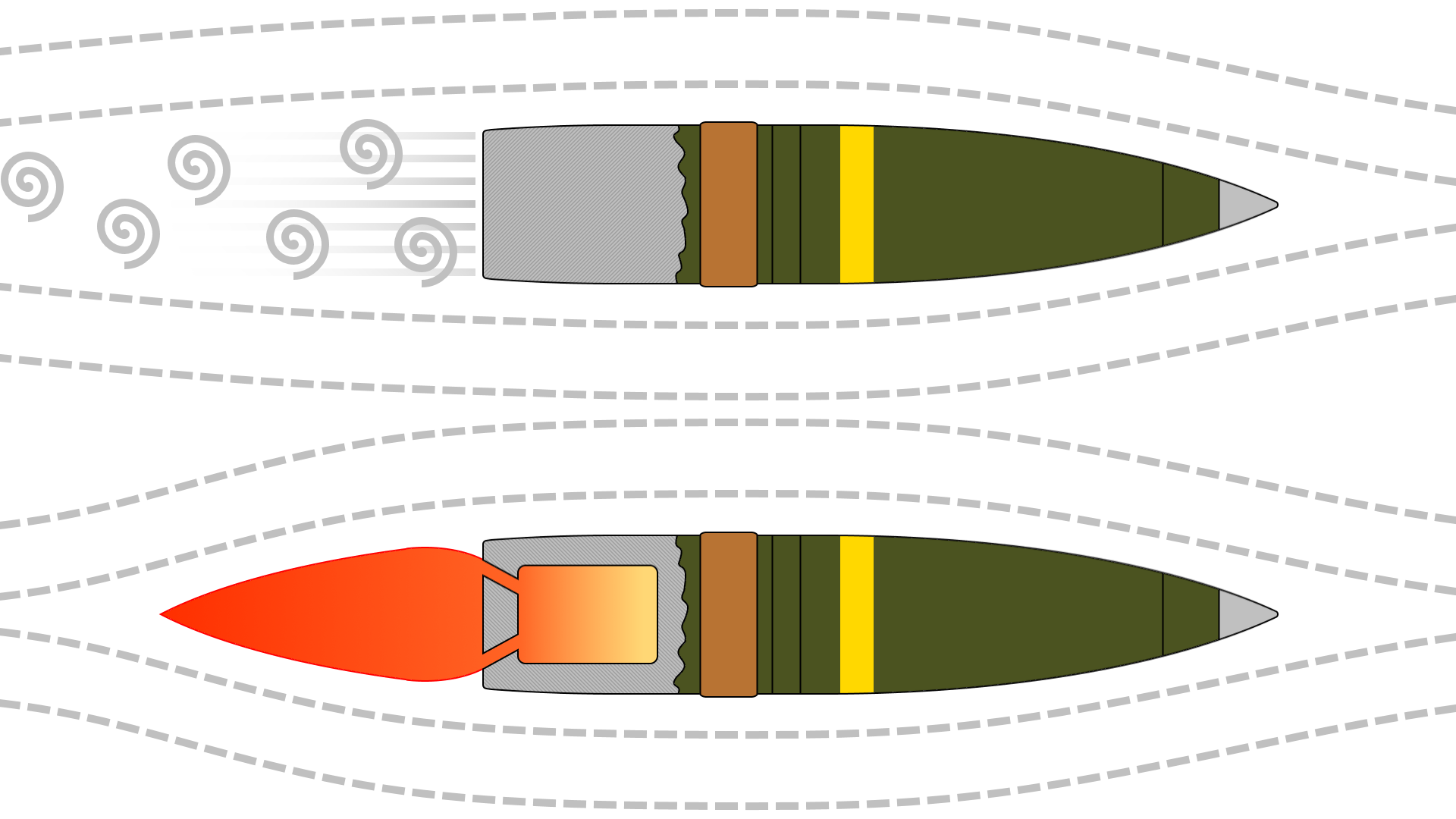
Base bleed

Base bleed is een techniek die gebruikt wordt om de invloed van de luchtweerstand te verminderen bij artilleriemunitie door het lagedrukgebied achter het projectiel te vullen met gassen. De gassen worden geproduceerd door de verbranding van brandbaar materiaal dat zich in de basis van het projectiel bevindt.

## Luchtweerstand
De luchtweerstand bij een projectiel (maar ook bij andere voorwerpen in beweging) bestaat uit 4 componenten:
{\displaystyle R=R_{\text{wrijving}}+R_{\text{luchtdruk}}+R_{\text{supersonisch}}+R_{\text{geïnduceerd}}}
waarbij:
- R = totale luchtweerstand
- Rwrijving = luchtweerstand te wijten aan wrijving
- Rluchtdruk = luchtweerstand te wijten aan de luchtdruk
- Rsupersonisch = luchtweerstand te wijten aan de supersonische snelheid
- Rgeïnduceerd = geïnduceerde luchtweerstand

### Luchtweerstand te wijten aan wrijving
Projectielen kunnen er dan misschien wel effen uitzien, op microscopisch niveau zijn ze dat quasi nooit. Indien een projectiel zich door de lucht beweegt, botsen de luchtmoleculen met de kleine oneffenheden die zich op het oppervlak bevinden. De luchtlaag die in rechtstreeks contact staat met het projectiel wordt hierdoor meegesleept aan dezelfde snelheid als het projectiel. 

De snelheid van de tweede luchtlaag is al kleiner dan die van de eerste, aangezien die luchtlaag niet meer door het projectiel, maar door de eerste luchtlaag wordt meegetrokken. Zo is de relatieve snelheid (ten opzichte van het projectiel) van elke volgende luchtlaag steeds kleiner dan die van de vorige, tot de snelheid gelijk is aan 0. Dan is het verschil in snelheid tussen het projectiel en de stilstaande luchtlaag gelijk aan de snelheid van het projectiel.

De lijn die de grenslagen verbindt die niet meer worden bewogen door het projectiel wordt de grenslaag of limietlaag genoemd.

### Luchtweerstand te wijten aan de luchtdruk
We blijven bij het voorbeeld van een projectiel dat zich door de lucht voortbeweegt: de neus van het projectiel drukt de luchtlagen vóór zich samen (er wordt een hogedrukgebied gecreëerd). Omdat dit niet zonder moeite gebeurt, spreken we van een energieverlies. De lucht volgt de weg van de minste weerstand om het projectiel heen. Dit wil zeggen dat ze 'uit de weg' zal gaan voor het voorwerp dat haar beweegt, maar slechts zodanig dat ze de omtrek van het projectiel blijft volgen.

De achterkant van een projectiel is vaak niet gebogen, maar eindigt in een rechte hoek. De lucht slaagt er niet in de omtrek van het projectiel te volgen en haakt af. Dit zorgt ervoor dat er zich achter het projectiel een lagedrukgebied vormt. Deze lage druk zuigt de omringende lucht en het projectiel naar zich toe om de druk te verhogen. Hieruit volgt een tweede energieverlies te wijten aan de luchtdruk.

### Luchtweerstand te wijten aan de supersonische snelheid
Indien een voorwerp een grotere snelheid heeft dan de snelheid van het geluid beweegt het projectiel zich sneller voort dan de snelheid waarmee de luchtlagen afbuigen. Dit resulteert in het breken van de luchtlagen, wat een energieverlies is voor het projectiel.

### Geïnduceerde luchtweerstand
Dit verschijnsel treedt vooral op bij voorwerpen (vliegtuigen, missiles, projectielen, ...) met aerodynamische vlakken of vleugels. Kort gezegd werkt een vleugel als volgt: de voortplanting van de lucht boven de vleugel gebeurt sneller dan onder de vleugel. Dit houdt in dat bovenaan de vleugel een lagere druk ontstaat dan onderaan, waar een hogedrukgebied gecreëerd wordt. De hoge druk zorgt ervoor dat de vleugel omhoog geduwd wordt, terwijl de lage druk de vleugel naar zich toe (lees: opwaarts) trekt.

De geïnduceerde luchtweerstand is te wijten aan vortices (of wervelingen) die ontstaan bij een spill-over van de lucht uit het hogedrukgebied naar de lagere druk boven de vleugel. Dit zorgt voor turbulentie. De energie die verbruikt wordt om deze turbulentie te verkrijgen, is vanuit aerodynamisch oogpunt een verlies. 
 
Bij een projectiel bevinden het gebied van lage druk en zogturbulentie zich aan de achterzijde van het projectiel. Waar bij een vleugel het drukverschil een gewenst effect is, betreft het bij een projectiel een onvermijdelijk bij-effect.

## Effect vanbase bleed
De base bleed is gemaakt om de luchtweerstand te wijten aan de luchtdruk te verminderen. Gas dat geproduceerd wordt door de verbranding van een kruit vult de ruimte achter het projectiel op. Deze techniek kan het 
bereik tot wel 30% groter maken.
Vaak wordt de base bleed gecombineerd met een rocket-assisted projectile (RAP), wat in combinatie een vermeerdering van het bereik met 50% oplevert.